# LUCK.exe
LUCK.exe er en dansk kortfilm fra 2014 instrueret af Sabine Damkjær Nielsen og efter manuskript af Cilie Kragegaard.

## Handling
LUCK.exe handler om en ung fyr, Kenneth, som er uheldig og har svært ved at snakke med pigen, han er forelsket i. Kenneth downloader programmet LUCK.exe, og hans held vender, men virker programmet overhovedet, eller er det blot en placebo-effekt?

## Medvirkende
- Emil Ingemann Mortensen - Kenneth
- Maria Dyrby Voigt - Jeanette
- Birgitte Sørensen - Kenneths mor
- Brian Lousdal Nielsen - Johnny
- Kristoffer Drewsen - Kollega
- René Tolstrup Rohde - Casper
- Mikael Wolke -  Chef
- Frederik Mathias Hofstedt - Peter
- Bettina Jensen - Peters mor
- Marianne Balding - Kunde

## Priser
LUCK.exe har vundet tre priser ved to forskellige filmfestivaler:
Guldægget 2014
- Bedste Film
- Bedste Klip

Oregon 2014
- Publikumsprisen